# Wereldkampioenschappen zwemmen 2015 – 4×200 meter vrije slag mannen
De 4×200 meter vrije slag voor mannen op de wereldkampioenschappen zwemmen 2015 in Kazan vond plaats op 7 augustus 2015. Na afloop van de series kwalificeerden de acht snelste ploegen zich voor de finale.

## Records
Voorafgaand aan het toernooi waren dit het wereldrecord en het kampioenschapsrecord
| Wereldrecord         | Verenigde Staten Michael Phelps Ricky Berens David Walters Ryan Lochte | 6.58,55 | Rome | 31 juli 2009 |
| Kampioenschapsrecord | Verenigde Staten Michael Phelps Ricky Berens David Walters Ryan Lochte | 6.58,55 | Rome | 31 juli 2009 |

## Uitslagen

### Series
| Rang | Serie | Baan | Land                | Namen | Tijd    | Bijz. |
| ---- | ----- | ---- | ------------------- | --- | ------- | ----- |
| 1    | 2     | 3    | Australië           | Grant Hackett (1:47.83) Kurt Herzog (1:47.96) Daniel Smith (1:46.02) Thomas Fraser-Holmes (1:46.59)           | 7:08.40 | Q     |
| 2    | 2     | 7    | Verenigde Staten    | Reed Malone (1:48.21) Michael Weiss (1:46.14) Michael Klueh (1:47.67) Conor Dwyer (1:46.53)                   | 7:08.55 | Q     |
| 3    | 2     | 1    | Verenigd Koninkrijk | Robert Renwick (1:47.43) Nicholas Grainger (1:47.19) Daniel Wallace (1:46.03) Duncan Scott (1:48.35)          | 7:09.00 | Q     |
| 4    | 1     | 4    | Duitsland           | Jacob Heidtmann (1:47.86) Florian Vogel (1:48.31) Clemens Rapp (1:47.14) Paul Biedermann (1:46.03)            | 7:09.34 | Q     |
| 5    | 1     | 5    | Polen               | Jan Świtkowski (1:47.17) Kacper Klich (1:48.86) Michael Domagala (1:47.81) Kacper Majchrzak (1:46.36)         | 7:10.20 | Q     |
| 6    | 3     | 9    | Nederland           | Dion Dreesens (1:47.73) Kyle Stolk (1:48.52) Joost Reijns (1:48.20) Sebastiaan Verschuren (1:46.38)           | 7:10.83 | Q     |
| 7    | 3     | 0    | Rusland             | Nikita Lobintsev (1:48.29) Aleksandr Krasnych (1:46.99) Michail Dovgaljoek (1:47.59) Artem Loboezov (1:47.97) | 7:10.84 | Q     |
| 8    | 2     | 9    | België              | Louis Croenen (1:48.74) Glenn Surgeloose (1:47.48) Dieter Dekoninck (1:47.45) Pieter Timmers (1:47.25)        | 7:10.92 | Q     |
| 9    | 2     | 2    | Spanje              | Miguel Duran (1:49.45) Victor Martin (1:46.92) Albert Puig (1:48.04) Marc Sánchez (1:46.98)                   | 7:11.39 |       |
| 10   | 3     | 8    | Japan               | Yuki Kobori (1:47.51) Tsubasa Amai (1:48.56) Naito Ehara (1:47.64) Daiya Seto (1:47.88)                       | 7:11.59 |       |
| 11   | 3     | 7    | Frankrijk           | Jordan Pothain (1:48.34) Grégory Mallet (1:48.41) Lorys Bourelly (1:47.45) Clément Mignon (1:48.48)           | 7:12.68 |       |
| 12   | 3     | 4    | Denemarken          | Daniel Skaaning (1:48.71) Magnus Westermann (1:49.72) Søren Dahl (1:48.55) Anders Lie (1:46.74)               | 7:13.72 |       |
| 13   | 3     | 5    | Italië              | Gianluca Maglia (1:48.64) Marco Belotti (1:49.44) Damiano Lestingi (1:47.91) Filippo Magnini (1:47.78)        | 7:13.77 |       |
| 14   | 2     | 5    | China               | Xu Qiheng (1:49.71) He Tianqi (1:49.93) Shang Keyuan (1:48.37) Zhang Jie (1:48.66)                            | 7:16.67 |       |
| 15   | 2     | 0    | Brazilië            | Luiz Altamir Melo (1:48.80) João de Lucca (1:50.25) Thiago Pereira (1:49.45) Nicolas Oliveira (1:48.35)       | 7:16.85 |       |
| 16   | 2     | 8    | Zwitserland         | Alexandre Haldemann (1:48.90) Nils Liess (1:49.99) Jérémy Desplanches (1:49.50) Jean-Baptiste Febo (1:49.60)  | 7:17.99 |       |
| 17   | 3     | 1    | Oostenrijk          | Felix Auböck (1:48.30) David Brandl (1:48.66) Sebastian Steffan (1:50.51) Christian Scherübl (1:51.50)        | 7:18.97 |       |
| 18   | 2     | 6    | Servië              | Stefan Šorak (1:50.67) Velimir Stjepanović (1:46.08) Uroš Nikolić (1:51.87) Vuk Čelić (1:51.67)               | 7:20.29 |       |
| 19   | 1     | 6    | Oekraïne            | Illja Teslenko (1:49.34) Mychailo Romantsjoek (1:51.14) Serhij Frolov (1:50.18) Anton Gontsjarov (1:51.08)    | 7:21.74 |       |
| 20   | 3     | 2    | Egypte              | Marwan El-Kamash (1:49.36) Mohamed Khaled (1:50.64) Akram Ahmed (1:50.04) Ahmed Hamdy (1:51.82)               | 7:21.86 |       |
| 21   | 1     | 3    | Turkije             | Nezir Karap (1:50.00) Doğa Çelik (1:49.75) Kaan Türker Ayar (1:51.58) Kemal Arda Gürdal (1:50.82)             | 7:22.15 |       |
| 22   | 2     | 4    | Venezuela           | Cristian Quintero (1:48.04) Marcos Lavado (1:49.94) Daniele Tirabassi (1:52.23) Andy Arteta (1:54.92)         | 7:25.13 |       |
| 23   | 3     | 3    | India               | | 9:99.99 | DNS   |
| 23   | 3     | 6    | Singapore           | | 9:99.99 | DNS   |

### Finale
| Rang   | Baan | Namen | Land                | Tijd    | Bijz. |
| ------ | ---- | --- | ------------------- | ------- | ----- |
| Goud   | 3    | Daniel Wallace (1:47.04) Robert Renwick (1:45.98) Calum Jarvis (1:46.57) James Guy (1:44.74)                       | Verenigd Koninkrijk | 7.04,33 |       |
| Zilver | 5    | Ryan Lochte (1:45.71) Conor Dwyer (1:45.33) Reed Malone (1:46.92) Michael Weiss (1:46.79)                          | Verenigde Staten    | 7.04,75 |       |
| Brons  | 4    | Cameron McEvoy (1:46.46) David McKeon (1:47.05) Daniel Smith (1:46.38) Thomas Fraser-Holmes (1:45.45)              | Australië           | 7.05,34 |       |
| 4      | 1    | Danila Izotov (1:46.25) Aleksandr Krasnych (1:45.64) Michail Dovgaljoek (1:47.45) Aleksandr Soechoroekov (1:47.55) | Rusland             | 7.06,89 |       |
| 5      | 6    | Jacob Heidtmann (1:47.94) Clemens Rapp (1:46.88) Christoph Fildebrandt (1:49.39) Paul Biedermann (1:44.80)         | Duitsland           | 7.09,01 |       |
| 6      | 8    | Louis Croenen (1:48.43) Glenn Surgeloose (1:47.41) Dieter Dekoninck (1:47.29) Pieter Timmers (1:46.51)             | België              | 7.09,64 |       |
| 7      | 7    | Dion Dreesens (1:47.20) Kyle Stolk (1:48.87) Joost Reijns (1:47.55) Sebastiaan Verschuren (1:46.13)                | Nederland           | 7.09,75 |       |
| 8      | 2    | Jan Świtkowski (1:47.03) Kacper Klich (1:49.33) Michael Domagala (1:46.90) Kacper Majchrzak (1:47.08)              | Polen               | 7.10,34 |       |